# Waterloo to Anywhere
Waterloo to Anywhere is het debuutalbum van de Engelse band Dirty Pretty Things. Drie singles zijn uitgebracht: Bang Bang You’re Dead, Deadwood en Wondering.
De albumhoes is ontworpen door Hannah Bays.

## Tracks
1. " Deadwood" – 2:28
2. "Doctors and Dealers" – 3:18
3. "Bang Bang You're Dead" – 3:33
4. "Blood Thirsty Bastards" – 3:11
5. "The Gentry Cove" – 2:32
6. "Gin & Milk" – 3:06
7. "The Enemy" – 3:36
8. "If You Love a Woman" – 3:13
9. "You Fucking Love It" – 1:54
10. "Wondering" – 2:54
11. "Last of the Small Town Playboys" – 3:31
12. "B.U.R.M.A." – 3:18

De Amerikaanse versie van het album heeft nummer 2 en 6 (Doctors and Dealers en Gin & Milk) omgekeerd. Ook is het laatste nummer (B.U.R.M.A.) niet aanwezig.

### Bonustracks Japanse editie
- "Gin & Milk" (akoestische versie)
- "Wondering"

### 7"-bonus in beperkte oplage
1. "Bang Bang You’re Dead" (akoestisch)
2. "B.U.R.M.A" – 3:18

### Bonus-dvd in beperkte oplage
Deze dvd, geregisseerd door Giorgio Testi, is opgenomen in het Macadam Building in Londen op 8 maart 2006.
1. "Enemy"
2. "Blood Thirsty Bastards"
3. "Gentry Cove"
4. "Bang Bang You're Dead"
5. "Last of the Small Town Playboys"